# Caterpillar Valley (New Zealand) Memorial
Caterpillar Valley (New Zealand) Memorial is een oorlogsmonument gelegen in de gemeente Longueval in het Franse departement Somme in de regio Hauts-de-France. Het monument staat aan de oostelijke muur van de Commonwealth begraafplaats Caterpillar Valley Cemetery en werd ontworpen door Herbert Baker. Het is opgebouwd uit natuursteen waarop 10 witte stenen panelen zijn aangebracht met de namen van 1.205 vermiste Nieuw-Zeelandse soldaten uit de Eerste Wereldoorlog. Deze slachtoffers vielen tussen augustus en oktober 1916 tijdens de Slag aan de Somme. Door de erbarmelijke staat van het slagveld en de lange periode tot het opruimen ervan werden ze nooit meer teruggevonden. Het monument en de begraafplaats worden onderhouden door de Commonwealth War Graves Commission.
Het is een van de acht memorials aan het westfront waarin de Nieuw-Zeelandse vermiste militairen worden herdacht. Zij bevinden zich allemaal binnen bestaande begraafplaatsen.

## Onderscheiden militairen
- kapitein Hubert Satchell Harley en onderluitenant Francis Clive Ramsden Upton, beiden van het Canterbury Regiment, N.Z.E.F. en luitenant Edward Henry Turner Kibblewhite van het New Zealand Machine Gun Corps werden onderscheiden met het Military Cross (MC).
- korporaal Herbert Henry Yardley van het Canterbury Regiment, N.Z.E.F. en soldaat James Whiteford Swan van het Wellington Regiment, N.Z.E.F., werden onderscheiden met de Distinguished Conduct Medal (DCM).
- onderluitenant Richard Henry Kember en soldaat Hugh Anderson, beiden van het Canterbury Regiment, N.Z.E.F. werden onderscheiden met de Military Medal (MM).